# Алайски хребет
Алайският хребет (на киргизки: Алай, Кырка тоо; на руски: Алайский хребет) е мощен планински хребет в източната част на планинската система Хисаро-Алай, разположен на територията на Киргизстан, Таджикистан и Китай. Простира се от запад на изток, като леко изпъкнала на юг дъга на протежение около 400 km между Ферганската котловина на север и Алайската долина на юг. На запад в района на т.нар. Матчинския планински възел се свързва с Туркестанския, Зеравшанския и Хисарския хребети на същата планинска система, на югоизток чрез прохода Тонмурун – със Заалайския хребет на Памир, а на североизток – с крайните югозападни разклонения на Тяншан. Максимална височина връх Тандикул 5544 m (39°26′59″ с. ш. 71°05′01″ и. д. / 39.449722° с. ш. 71.083611° и. д.), разположен в най-западната му част, на киргизско-таджикската граница. Изграден е от слоеве от пясъчно-глиненсти наслаги и кристалинни шисти. Северните му склонове са дълги и полегати, в които са разположени успоредни и перпендикулярни на главния хребет вторични по-ниски хребети (Кичик Алай, Актур, Конбулак и др.) и долини. Южните му хребети, обърнати към Алайската долина и долината на река Сурхоб (дясна съставяща на Вахш) са къси и много стръмни. Има множество ледници, особено в западната му част с обща площ 568 km². По южните му склонове се стичат къси и бурни потоци десни притоци на Къзълсу и Сурхоб, а по северните – много по-дълги и по-спокойни леви притоци на Сърдаря и лявата я съставяща Карадаря. От югоизточните му китайски склонове водят началото си реки принадлежащи към водосборния басейн на река Тарим. Ниските части са заети от полупустинна растителност, нагоре по склоновете се редуват сухи коилово-типчакови степи, ливадно-степна растителност и редки гори от арча (вид хвойна), а на височина 2000 – 3200 m те се сменят с алпийски пасища.

## Топографска карта
- J-42-Б М 1:500000[2]
- J-43-А М 1:500000[3]
- К-43-В М 1:500000[4]